# Langona mallezi
Langona mallezi är en spindelart som först beskrevs av Denis 1947.  Langona mallezi ingår i släktet Langona och familjen hoppspindlar. Inga underarter finns listade i Catalogue of Life.